# Daisuke Ōhata
Daisuke Ōhata (大畑 大介?, Ōhata Daisuke; Osaka, 11 novembre 1975) è un ex rugbista a 15 giapponese, tre quarti ala, detentore del record internazionale di mete marcate con 69.
Giocava nel ruolo di ala, e talvolta in quello di centro,  con la squadra Kobe Steel Kobelco Steelers nella serie maggiore del campionato giapponese.
Con la squadra nazionale giapponese ha segnato 69 mete in 58 partite stabilendo il primato mondiale precedentemente detenuto da David Campese. Durante le qualificazioni per la Coppa del Mondo del 2003, nel corso della partita con la squadra di Taiwan ha messo a segno 8 mete.

## Palmarès
- Campionati asiatici : 3
Giappone: 1996, 1998, 2000
- Campionati giapponesi: 1
Kōbe Steelers: 2003-04